# Guayaquili óratorony
A guayaquili óratorony (spanyolul Torre del Reloj vagy Torre Morisca („mór torony”)) az ecuadori Guayaquil városának egyik jellegzetes épülete.

## Története
Guayaquil első közterületi órája 1800-ból származik, amikor Santiago Espantoso megvásárolta a Casa de las Temporalidades nevű épületet. Azt az órát, amely ma a toronyban található, 1842-ben Vicente Rocafuerte kormányzó hozatta Európából, majd a városnak ajándékozta. Eleinte a gyarmati önkormányzat épületén helyezték el, majd a Mercado de la Orilla tornyára helyezték át. Amikor ez az épület megszűnt létezni, a közelben egy külön neki szánt tornyot emeltek, ahol az óra 1925-ig maradt: ekkor azonban biztonsági okokból eltávolították. A legújabb torony építését 1930-ban rendelte el a községi kormányzat: az építkezés még abban az évben, augusztus elsején megkezdődött. Az ünnepélyes felavatásra 1931. május 24-én került sor. Később a szerkezet meghibásodott, és évekig állt, de 2013. június 7-én újra üzembe helyezték. Bronzból készült harangja minden órában üt.

## Képek

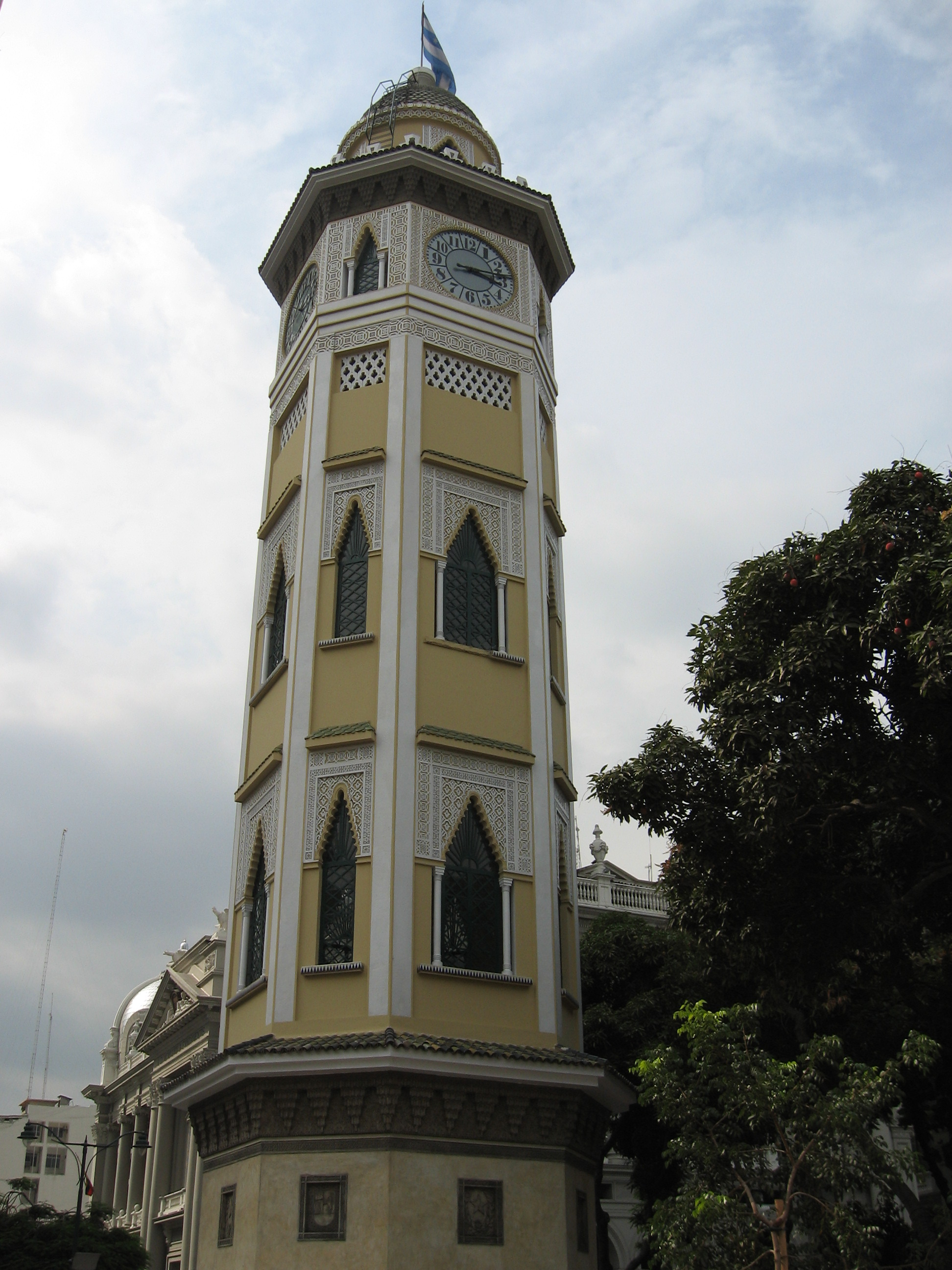
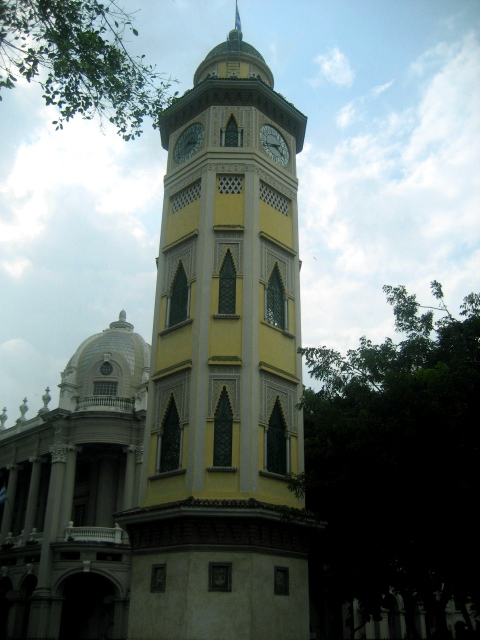
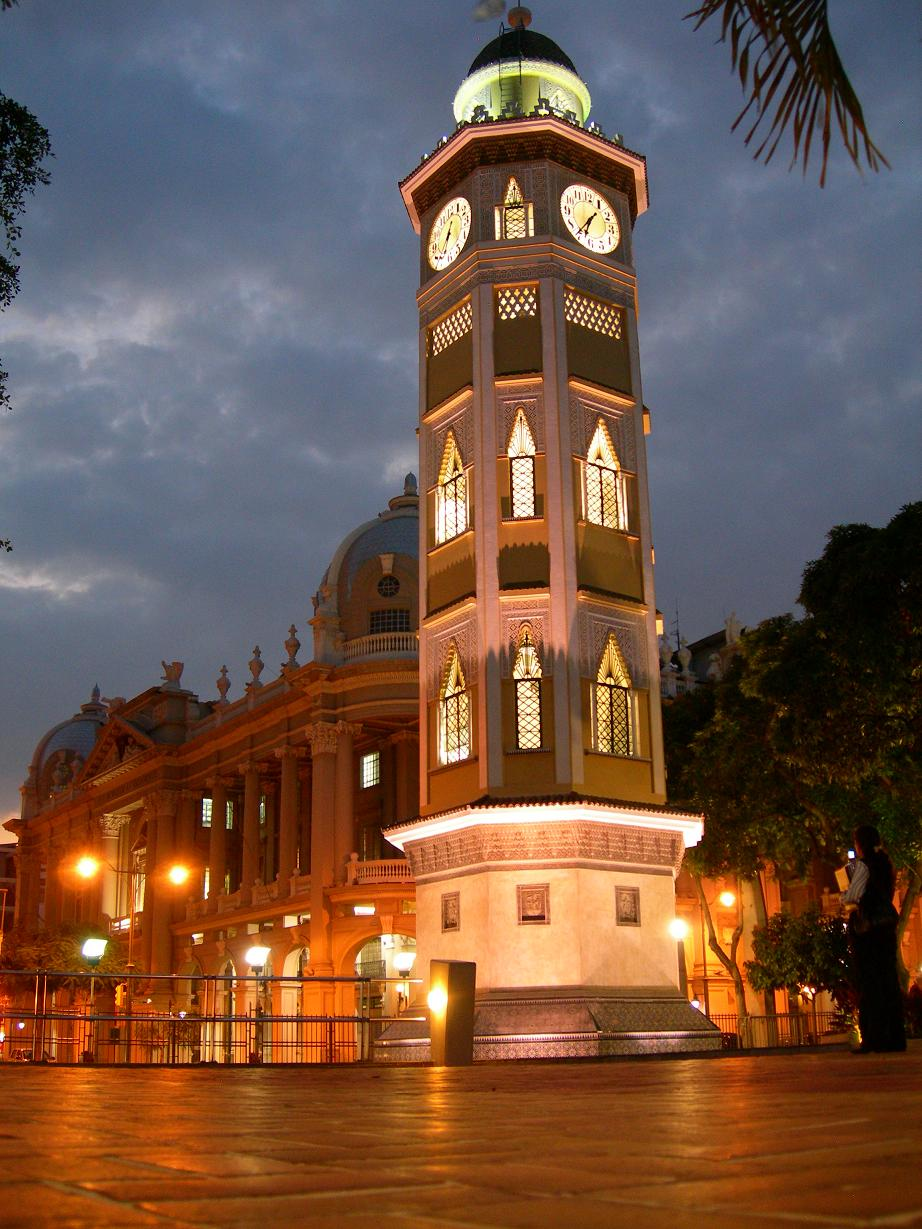

## Az épület
Az épület a városközpont keleti részén, a Guayas folyó partján húzódó út mellett áll. A 28 m² alapterületű, nyolcszög alaprajzú, négy szintes torony magassága 23 méter, anyaga vasbeton. Második és harmadik szintjén nyolc-nyolc, ötszögű ablaknyílás található, a felső szinten kevesebb az ablak, mivel itt található az óra. A torony tetejét egy bizánci-arab stílusú kupola zárja le.